# Cabo Mutto
Das Cabo Mutto ist das Kap im Südosten von Low Island im Archipel der Südlichen Shetlandinseln. Es liegt nördlich des Kap Hooker.
Argentinische Wissenschaftler benannten es. Der weitere Benennungshintergrund ist nicht überliefert.